# جون كاميرون (رامي مطرقة)
جون كاميرون هو رامي مطرقة كندي، ولد في 28 ديسمبر 1881 في اسكتلندا في المملكة المتحدة، وتوفي في 1953.

## وصلات خارجية
- جون كاميرون على موقع أوليمبيديا (الإنجليزية)